# Olcella quadrivittata
Olcella quadrivittata är en tvåvingeart som först beskrevs av Curtis W. Sabrosky 1935.  Olcella quadrivittata ingår i släktet Olcella och familjen fritflugor. Inga underarter finns listade i Catalogue of Life.